# 利齒海鯰
利齒海鯰，為輻鰭魚綱鯰形目海鯰科海鲶属的其中一種。该物种主要分布於西印度洋區的中東海域，屬底棲性魚類，屬肉食性。

## 扩展阅读
維基物種上的相關：利齒海鯰